# 石本径代
石本 径代（いしもと みちよ、1974年3月19日 - ）は、滋賀県草津市出身の役者。

## 人物
2000年に、京都の小劇場で俳優活動をスタート。初舞台は京都舞台芸術協会主催『見よ、飛行機の高く飛べるを』（作 永井愛、演出 二口大学）杉坂初江役。2009年に活動拠点を東京に移し、現在はエクサプローズ.Proに所属。
八重山民謡三線奏者として国内外で演奏活動を行なっている。大学時代は軽音楽部に所属しボーカルを担当。2004年、京都芸術センター主催『鳳人話』（作・演出 キタムラアラタ）出演をきっかけにギターによる弾き語りを開始。台湾やシンガポールでのイベントに招聘され演奏を行っている。安室流保存会新人賞受賞。

## 出演作品

### 舞台
- 『イエ系』作・演出：松井周（サンプル）北九州芸術劇場、東京芸術劇場
- 『熱闘!! 飛龍小学校☆パワード』作・演出：西田シャトナー - 猫渡アリス 役
- 『ユーリンタウン（初演、再演）』流山児★事務所
- 第2回近松賞受賞作品『元禄光琳模様』作：保戸田時子/演出：宮田慶子
- 北九州芸術劇場『フリータイム』作・演出：岡田利規
  - 同『近代能楽集〜弱法師〜』演出：鐘下辰男 - 級子 役
- 第13回OMS戯曲賞佳作受賞『旅行者』下鴨車窓、作・演出：田辺剛
- 第5回AAF受賞作品『地蔵さんが転んだ』演出：西田シャトナー - カオリ 役（主演）
- 『サムライヘルメッツ』西田シャトナー演劇研究所
- 『のにさくはな』作：深津篤史/演出：キタモトマサヤ　- 本上春子 役
- 『69式プロジェクツ』烏丸ストロークロック
- 『君の名はオセロ』韓国光州国際公演芸術祭、演出：クォンホソン
- 『Yes,me』グラシオブルオ、パレスチナツアー公演
- 『さくらんぼ畑（桜の園）』オクムラ宅 - ラネーフスカヤ 役
- 『夢・桃中軒牛右衛門の』作：宮本研/演出：流山児祥[1]

### 映画
- 『そうして私たちはプールに金魚を、』監督：長久允
- 『WE ARE LITTLE ZOMBIES』監督：長久允
- 『シン・ゴジラ』総監督：庵野秀明、監督：樋口真嗣 - 巨災対 文部科学省研究開発企画課職員 役
- 『カランコエの花』監督：中川駿

- 『暁闇』監督：阿部はりか
- 『左様なら』監督：石橋夕帆
- 『ぼくらのさいご』監督：石橋夕帆
- 『トオリ雨』監督：稲田眞幹
- 『掟の門』『続・掟の門』監督：伊藤徳裕
- 『朝がくるとむなしくなる』監督：石橋夕帆[2]
- 『きまぐれ』監督：永岡俊幸[3]
- 『はらむひとびと』監督：中嶋駿介[4]

### テレビ
- TVK『びったれ!!!』 - 主人公の母親 役
- CX『ドクロゲキ〜後味の悪いサスペンス〜』 - 看護師 役

### CM
- 薩摩酒造　黒白波「ちょい水篇」
- JAL WebCM 北海道「魔法の言葉篇」
- 一般社団法人全国信用金庫協会「しんきんデビュー篇」

### 声の出演
- Netflix『スパイキッズ とくべつミッション』